# Брянская флотилия

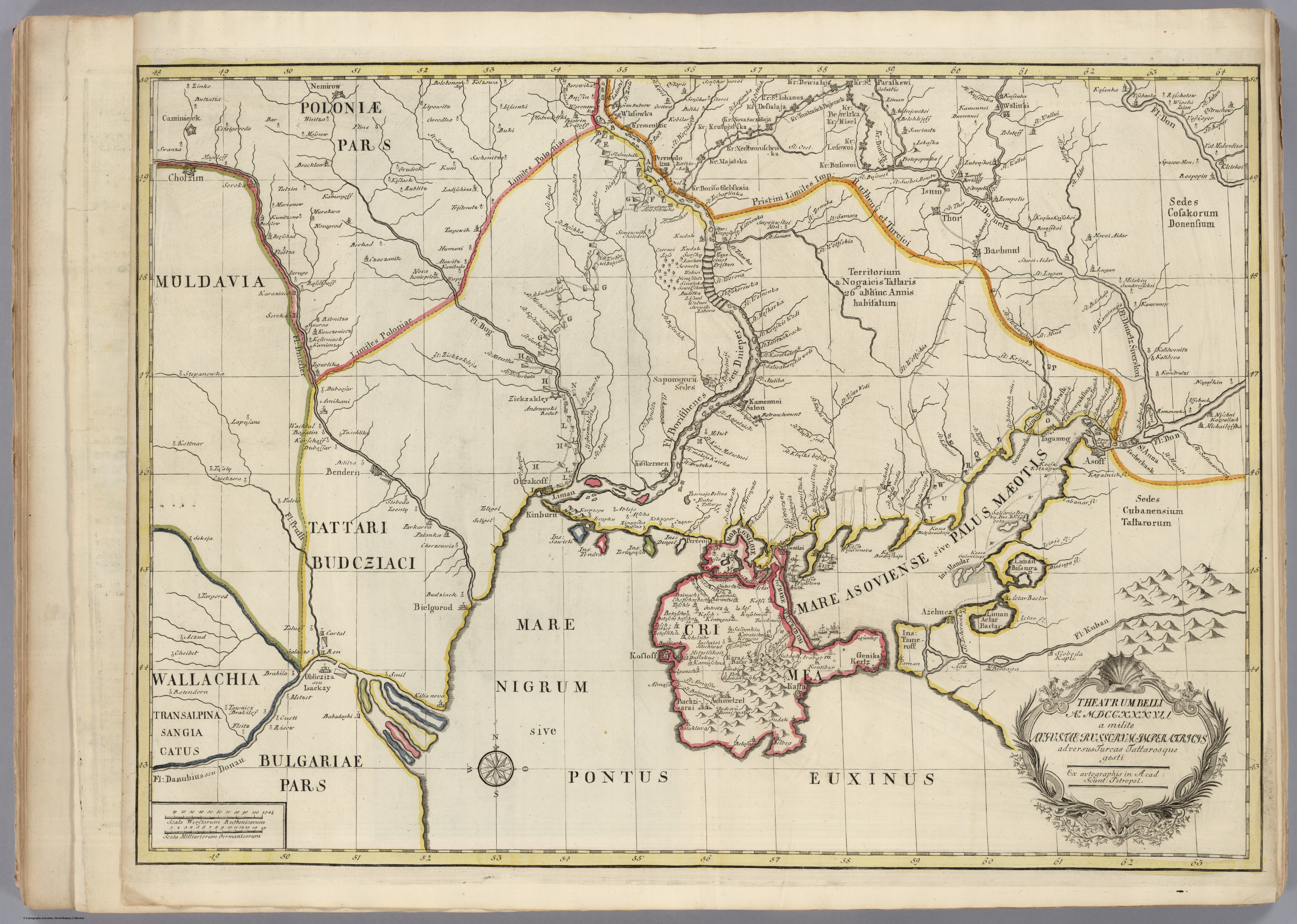
Карта театра военных действий в Русско-турецкой войне в 1737 году, составлена Ж. Н. Делилем для Российской Академии наук в 1745 году.

Брянская флотилия — формирование (флотилия) Армейского флота Вооружённых сил Российской империи.
Корабли и суда для данного формирования были построены в период 1737—1738 годов для содействия сухопутной армии генерал-фельдмаршала графа Б. К. Миниха против турок (османов) в кампании 1737—1739 годов. При содействии вице-канцлера графа Остермана 4 января 1737 года вышел Указ Сената о постройке в Брянском адмиралтействе на реке Десна малых судов флотилии, предназначенной для действий на Днепре и в Русском (Чёрном) море.

## История
Начало казённому судостроению в Брянске положил указ Петра I, от 1696 года, для участия в Азовском походе русских войск. К весне того же года было изготовлено на верфях 42 струга больших размеров (по 21,34 метра), 46 стругов малых  (13,87 — 10,67 м) и 45 лодок однодеревных. На них по Десне сплавляли к Киеву хлебные запасы, полковые и верховые пушки из запасных магазинов расположенных на берегах Днепра и Дона.
Малые военные суда строились в Брянске (на реке Десна) и в 1724 — 1727 годах, а также происходила заготовка, на местной верфи, леса и иного материала для строительства и оснащения кораблей флотилии Армейского флота из 5 прамов и 7 галер, но кончина государя императора прекратила уже начатое казённое судостроение в Брянске.
В 1736 году, с началом очередной войны с Османской империей (Турцией), появилась необходимость в морской силе для противодействия турецкому флоту в Русском (Чёрном) море. Решено было возобновить судостроение в Брянске, но дело шло медленно. Только в январе 1737 года были выбраны окончательно типы судов для флотилии. Начальником флотилии назначен контр-адмирал В. А. Дмитриев-Мамонов. Решено было построить 355 судов разных типов и  размеров, погрузить на них осадную артиллерию и боевые припасы и к лету 1737 года поспеть к Очакову для оказания помощи при его осаде. Но, несмотря на страшную спешку, флотилия опоздала к осаде. Первый эшелон (1-е отделение флотилии под начальством полковника Хрипунова) в составе 14 дубель-шлюпок и 70 разных судов отправлен в апреле, последний (3-е отделение (4 дуб.-шлюпки, один канчебас и 4 байдака)) выступил 1 июня, на пути к крепости Очаков экипажам (командам) судов формирования приходилось претерпевать невероятные трудности. Спущенные в Брянске суда вооружались на Десне, переходили в Днепр и следовали безостановочно до Кайдакского порога. Перед порогом их на значительном расстоянии волокли по берегу и только после третьего днепровского порога спускали на воду. У Ненасытца все суда приходилось вновь разгружать и по особому помосту волочить саженей 30, после чего их уже окончательно спускали на воду, нагружали и вели до устья Днепра. От такого плавания подводные части многих судов приходили в полную негодность. Личный состав был несоразмерно мал: на всю флотилию 6 морских офицеров и 60 матросов, остальной состав был добавлен из инвалидных и гарнизонных полков.
До Очакова добралось 76 судов, остальные были брошены за негодностью или пошли на переделку более сохранившихся. Флотилия помогла, однако, гарнизону Очакова при отражении нападения турок в сентябре и октябре, не дав порвать связь осаждённых с армией, для морской же службы Брянские дуббель-шлюпки оказались негодными. К кампании 1738 года решено было усилить Брянскую флотилию; граф Миних высказал совершенно правильный взгляд на стратегическое положение дел: «И понеже по моему рассуждению благополучное произведение будущей кампании и все авантажи зависят от того, кто на море сильнее быть может, того ради всеподданнейше прошу указать о строении довольного числа годного флота».
Однако, зимой северные ветры и жестокое волнение истребили почти все дуббель-шлюпки в Днепровском лимане. Вместо них решено было построить в Брянске небольшие 4-пушечные бригантины, весною, с полной водой, их провели через днепровские пороги пустыми, а все снасти везли сухим путём до лимана. Здесь бригантины вооружили и вывели в море; но оказалось, что мореходные качества и этих судов не лучше прежних. Одновременно с бригантинами из реки Самары до Неясыти отправили на барках в разобранном виде прамы; но даже при таких условиях провод тяжёлых судов оказался невозможным, и прамы собраны не были.

## Закрытие верфи
Вторичная неудача доказала необходимость строить суда ниже порогов Днепра. Для этой цели вице-адмирал Наум Сенявин, назначенный начальником флотилии, выбрал остров Малая Хортица, находящийся в 16 верстах ниже порогов где Минихом была заложена Ново-Запорожская верфь. Здесь и в Брянске были спущены один прам, 40 галер, 30 бригантин, 60 ластовых судов, 20 венецианских ботов и 50 байдаков; все эти суда были слишком малы и не мореходны и не годились для выполнения главной цели — морского боя с турецкими кораблями. Чума, свирепствовавшая на юге России и в Очакове, унесла многих моряков; умер и начальник флотилии, престарелый вице-адмирал Наум Сенявин; начальствование было вновь поручено Дмитриеву-Мамонову.
К счастью, летом 1738 года турецкий флот не показывался. От чумы же умер и Дмитриев-Мамонов; на его место был назначен капитан полковничьего ранга Я. С. Барш. Заключение мира положило конец существованию Брянской флотилии. Причиною её неудачи была постановка невыполнимой задачи; средства не отвечали цели, личный состав был несоразмерно мал, а приобретенный в Азовский период русской истории морской опыт оказался уже растраченным в короткое время.

## Состав
Корабельный состав флотилии в период с 1736 года по 1739 год включал:
- 400 дубель-шлюпок (длина — 18,85 метра, ширина — 4,52 метра, осадка — 1,12 метра, шесть 2-фунт, фальконетов);
- два прама больших, 5 прамов малых (длина — 21,03 метра, ширина — 5,79 метра, осадка — 1,04 метра, 8 орудий);
- 37 галер;
- 30 бригантин;
- 60 ластовых судов;
- 20 венецианских ботов;
- 50 байдаков;
- 33 кончебаса[5].